# Profiles (Gary McFarland)
| Recensione | Giudizio |
| ---------- | -------- |
| AllMusic   |          |

Profiles è un album dal vivo di Gary McFarland, pubblicato dalla casa discografica Impulse! Records nell'agosto del 1966.

## Tracce

### LP
Lato A
Musiche di Gary McFarland.
1. Winter Colors (Narratore: Willis Conover) – 8:55
2. Willie – 3:18
3. Sage Hands – 6:41

Lato B
Musiche di Gary McFarland.
1. Bygones & Boogie (Boogie & Out) – 12:00
2. Mountain Heir – 4:15
3. Milo's Other Samba – 5:35

## Musicisti
- Gary McFarland – vibrafono, marimba, arrangiamenti, conduttore orchestra
- Clark Terry – tromba, flicorno
- Joe Newman – tromba, flicorno
- Bernie Glow – tromba, flicorno
- Bill Berry – tromba, flicorno
- John Frosk – tromba, flicorno
- Bob Brookmeyer – trombone
- Jimmy Cleveland – trombone
- Bob Northern – corno francese
- Jay McAllister – tuba
- Phil Woods – sassofono alto, clarinetto
- Jerry Dodgion – sassofono alto, clarinetto, flauto
- Zoot Sims – sassofono tenore, clarinetto
- Richie Kamuca – sassofono tenore, sassofono baritono, clarinetto basso, corno inglese
- Jerome Richardson – sassofono baritono, sassofono alto, sassofono soprano, clarinetto, clarinetto basso, flauto, ottavino
- Gabor Szabo – chitarra
- Sam Brown – chitarra
- Richard Davis – contrabbasso
- Joe Cocuzzo – batteria
- Tommy Lopez – percussioni
- Willis Conover – narratore (Winter Colors)

Note aggiuntive
- Bob Thiele – produttore
- Ron Bruguiere – produttore associato
- Registrato dal vivo il 6 febbraio 1966 al Lincoln Center Philharmonic Hall di New York City, New York
- Rudy Van Gelder – ingegnere delle registrazioni
- Fred Burrell – foto copertina frontale (di Gary McFarland) album originale
- Charles Shabacon – foto copertina frontale (dell'orchestra) e foto retro e interno copertina album originale
- Robert Flynn / Viceroy – design copertina esterna album originale
- Joe Lebow – design interno copertina album originale
- Nat Hentoff – note interno copertina album originale[3]